# Maroño
Maroño es un concejo del municipio de Ayala, en la provincia de Álava. 

## Geografía
Está situado al sur del pueblo de Respaldiza, capital del municipio de Ayala.
Maroño se encuentra a 368 m de altitud y en la orilla derecha de un pequeño afluente del río Izoria. Se accede al pueblo a través de carreteras locales.
En sus cercanías se encuentra el embalse de Maroño, donde suele acudir la gente a practicar la pesca deportiva.

## Monumentos
Tiene una sencilla ermita y una iglesia del siglo XVIII.

## Economía
En el pueblo hay un establecimiento de turismo rural que hace las veces de bar y restaurante.

## Demografía
| Gráfica de evolución demográfica de Maroño entre 2000 y 2017 |
|                                                              |
| Población de derecho según los censos de población del INE.  |